# Hellenic Train
Hellenic Train, anciennement dénommée TrainOSE (grec moderne : ΤραινΟΣΕ Α.Ε., prononcé trenosé), est une compagnie ferroviaire privée grecque, qui gère tous les trains passagers et de fret sur le réseau de lignes OSE. La société, ancienne filiale d'OSE, lors de sa création, est depuis 2017 une filiale du groupe italien Ferrovie dello Stato Italiane (FS). Elle est renommée Hellenic Train en 2022.
Hellenic Train emploie tous les personnels d'équipage, d'opération, et de gestion de ses services ferroviaires. Elle gère la plupart des services ferroviaires du réseau ferroviaire grec, mais n'est propriétaire d'aucun matériel roulant, ayant en crédit-bail le matériel roulant à OSE (environ 1 100 locomotives et voitures selon le bilan 2015).

## Histoire

### Création
La société TrainOSE est créée le 19 décembre 2005 sous la forme de société filiale à 100 % de la compagnie nationale des chemins de fer grecs Organismós Sidirodrómon Elládos (OSE), elle-même créée en 1971 pour remplacer l'ancienne Compagnie des Chemins de fer de l'Etat grec datant de 1881.
À partir du début de l'année 2007, TrainOSE prend le contrôle de toutes les activités opérationnelles et de gestion du transport ferroviaire du secteur passagers et fret. TrainOSE opère comme une société indépendante, conformément à la règlementation européenne qui impose une stricte séparation entre le gestionnaire du réseau ferré de l'offre commerciale du transport ferroviaire. Le siège social de la société est implanté à Athènes et dispose de nombreuses directions régionales. La même année, TrainOSE achète la société Proastiakós, une compagnie ferroviaire du groupe OSE qui gère les réseaux des trains de banlieue d'Athènes, de Thessalonique et de Patras. Le 12 décembre 2008, le groupe OSE cède toutes ses participations dans la société TrainOSE à l'Etat grec qui en est devenu l'unique actionnaire.

### Privatisation
En avril 2013, l'Etat grec transfère la propriété de la société à l'Hellenic Republic Asset Development Fund, le fonds public qui gère la privatisation des sociétés publiques grecques, qui en devient l'unique actionnaire. En  juillet 2013, elle lance un appel à candidature international pour la privatisation de TrainOSE.
La privatisation de TrainOSE est engagée en mars 2016. Le groupe ferroviaire italien d’État Ferrovie dello Stato Italiane (FS) fait acte de candidature et soumet la seule offre engageante pour racheter 100 % de l'opérateur grec. Hellenic Republic Asset Development Fund annonce, le 6 juillet 2016, avoir accepté l'offre de FS et confirme la cession de la société pour un montant de 45 millions d'euros. L'entreprise chinoise Cosco, qui contrôle le port du Pirée, était également intéressée par cet achat mais n'a déposé une offre que pour un rachat partiel. Le groupe Ferrovie dello Stato Italiane (FS) intègre TrainOSE le 18 janvier 2017.
La société TrainOSE est renommée Hellenic Train en juin 2021.

## Matériel roulant

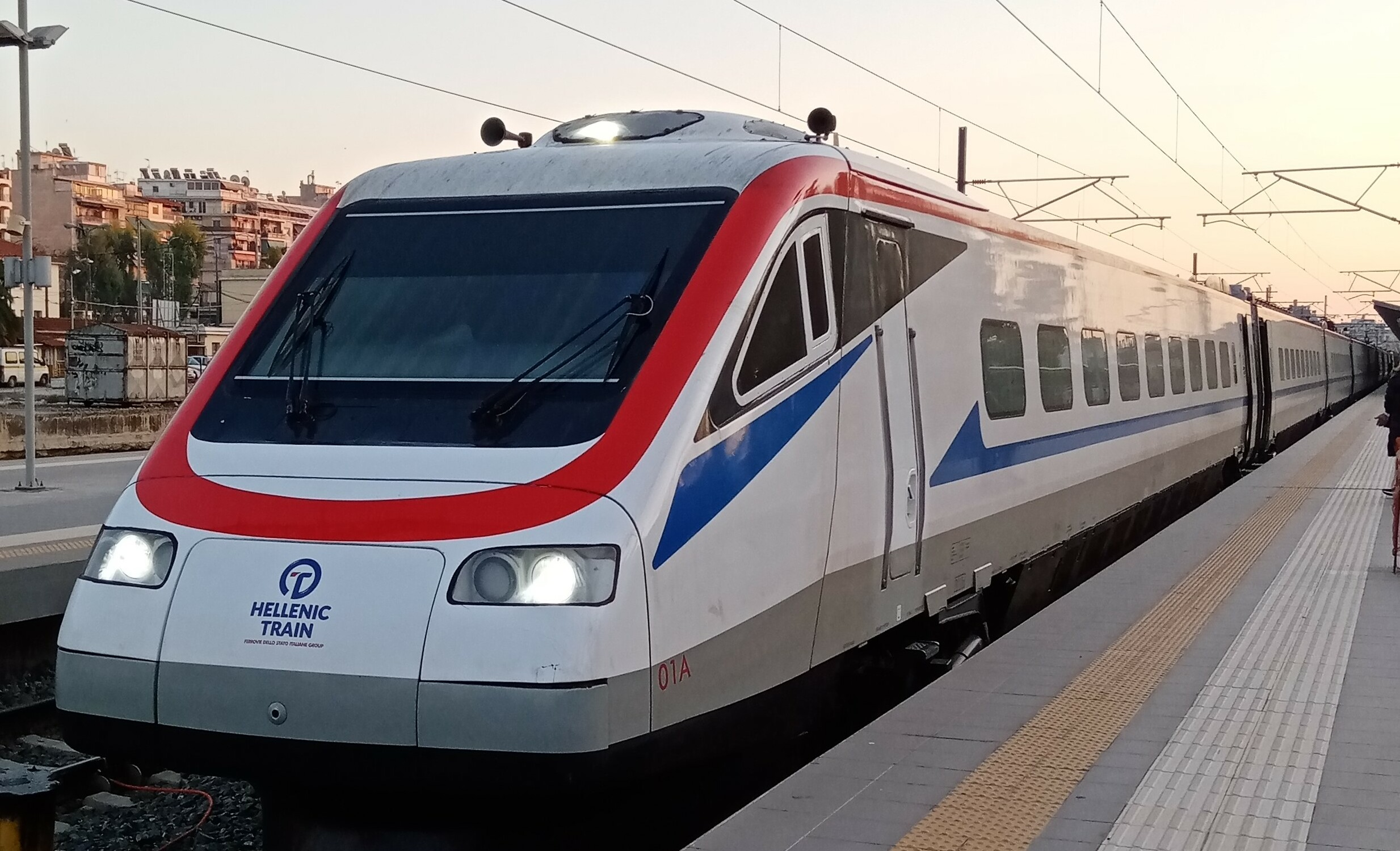
Rame Fiat Pendolino ETR.470 de Hellenic Train en gare d'Athènes

Après le rachat de la compagnie TrainOSE par le groupe italien FS, le parc matériel existant a été conservé et de gros investissements ont permis de commencer à remplacer les matériels les plus anciens.
À l'automne 2018, Trenitalia a mis à disposition une rame Fiat Pendolino ETR.485 pour procéder à des essais sur la ligne existante Athènes-Salonique de 510 km, appelée "Pirée-Athènes-Platy", alimentée en courant 25 kV CA. Cette rame a établi le nouveau record grec de vitesse à 217 km/h le 8 septembre 2018.  Depuis le 15 mai 2022, il y a eu deux départs quotidiens de rames ETR.470 d'Athènes et de Thessalonique avec un arrêt intermédiaire à Larissa. La durée du trajet sur le parcours de 510 km est de 3 heures 55 minutes au lieu de 5 heures 30 auparavant,.
En 2021, la compagnie TrainOSE, renommée Hellenic Train a bénéficié des 5 rames pendulaires à grande vitesse ETR.470 (ex Cisalpino) de Trenitalia pour assurer les liaisons entre Athènes et Salonique. Après avoir opéré la transformation de son système de fonctionnement polytension 3 kV CC / 15 kV CA 16,7 Hz en 3 kV CC / 25 KV CA 50 Hz, la première rame a été mise en service en juin 2021, la dernière le 15 mai 2022.